# Дитрих примогенитус (Клеве)
Дитрих primogenitus (на немски: Dietrich primogenitus, * ок. 1214/1215, † 24 март 1245) е граф на Клеве от 1237 г.
Той е най-големият син на граф Дитрих IV/VI († 1260) и първата му съпруга Матилда от Динслакен († 1224).
Споменат е в документ за пръв път през 1230 г. Доказан е през 1237 г. като млад граф на Клеве. На 19 март 1233 г. той се жени в Льовен за Елизабет († 23 октомври 1272), дъщеря на херцог Хайнрих I от Брабант († 1235) и втората му съпруга Мария Френска (* 1198 † 1224), дъщеря на френския крал Филип II Август и Агнес от Андекс-Мерания. Той има с Елизабет две дъщери, Мехтхилд († 1304) и Елизабет († след 1283).
Дитрих управлява самостоятелно на дясния бряг на Рейн намиращате се части на графство Клеве и е господар на Везел, вероятно и на Динслакен. През септември 1241 г. той дава градски привилегии на Везел. Дитрих умира много преди баща си, вероятно на 24 март 1245 г. в манастир Висел.
Вдовицата му се омъжва през 1246 г. за Герхард II, граф на Васенберг († 1255).